# Out of the Chorus
Out of the Chorus er en amerikansk stumfilm fra 1921 af Herbert Blache.

## Medvirkende
- Alice Brady som Florence Maddis
- Vernon Steele som Ross Van Beekman
- Charles K. Gerrard som Ned Ormsby
- Emily Fitzroy som Mrs. Van Beekman
- Edith Stockton som Fola
- Richard Carlyle som Maddox
- Constance Berry som Margaret Van Beekman
- Ben Probst som Feinstein